# Colline fortifiée de Sulkava
La colline fortifiée de Sulkava (finnois : Sulkavan Linnavuori) ou colline de Pisamalahti (finnois : Pisamalahden Linnavuori) est une colline fortifiée située dans la municipalité de Sulkava en Finlande,,.

## Présentation

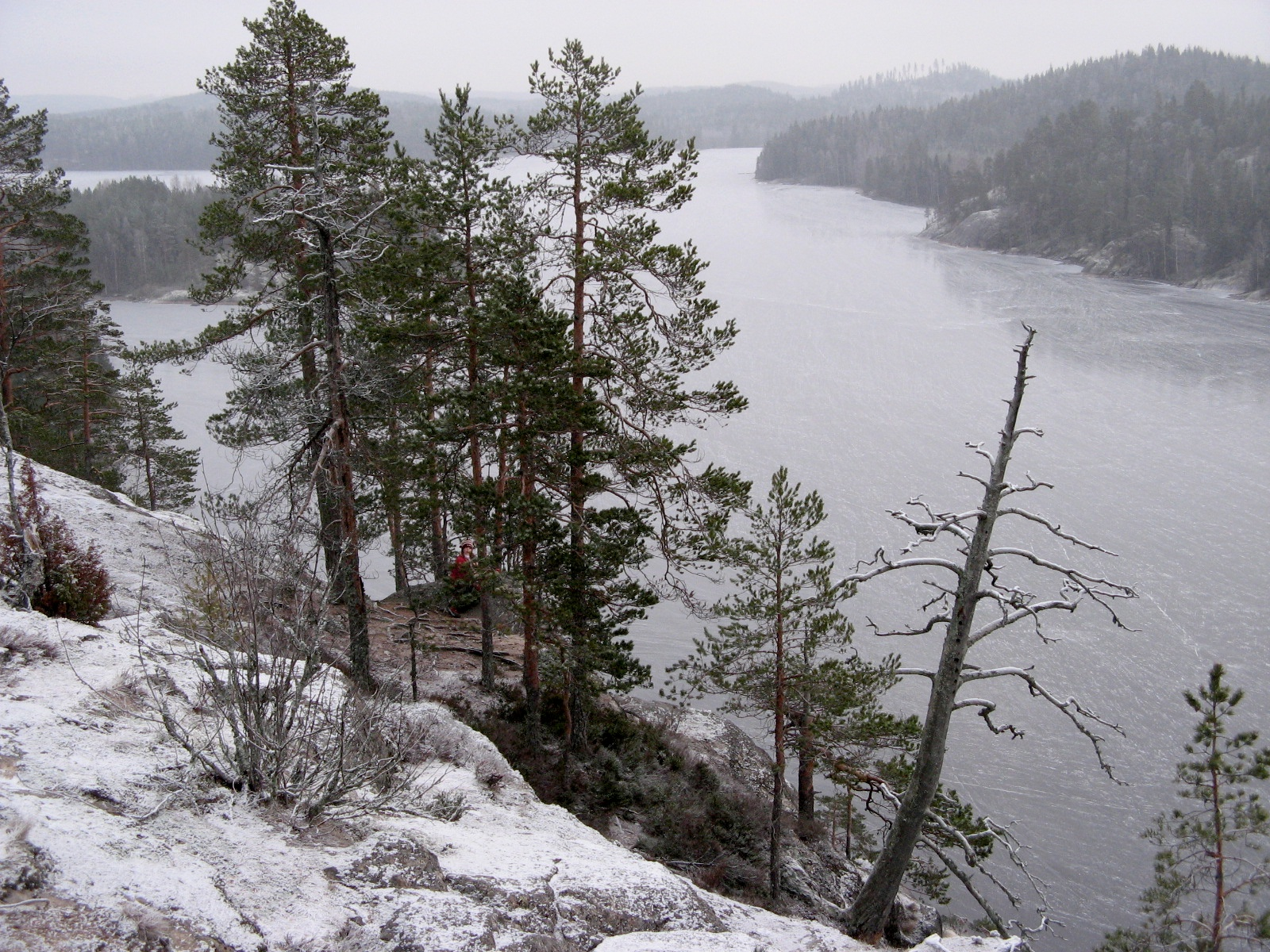
Vue de la colline en direction de Hakovirta.

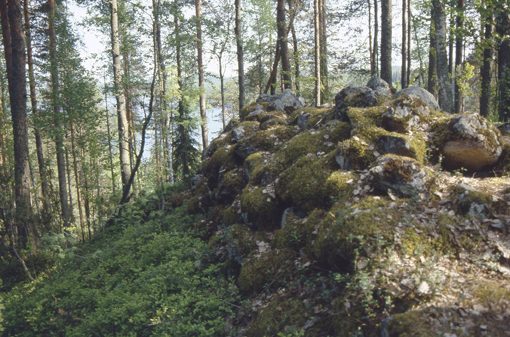
Le mur de pierre en 1990.

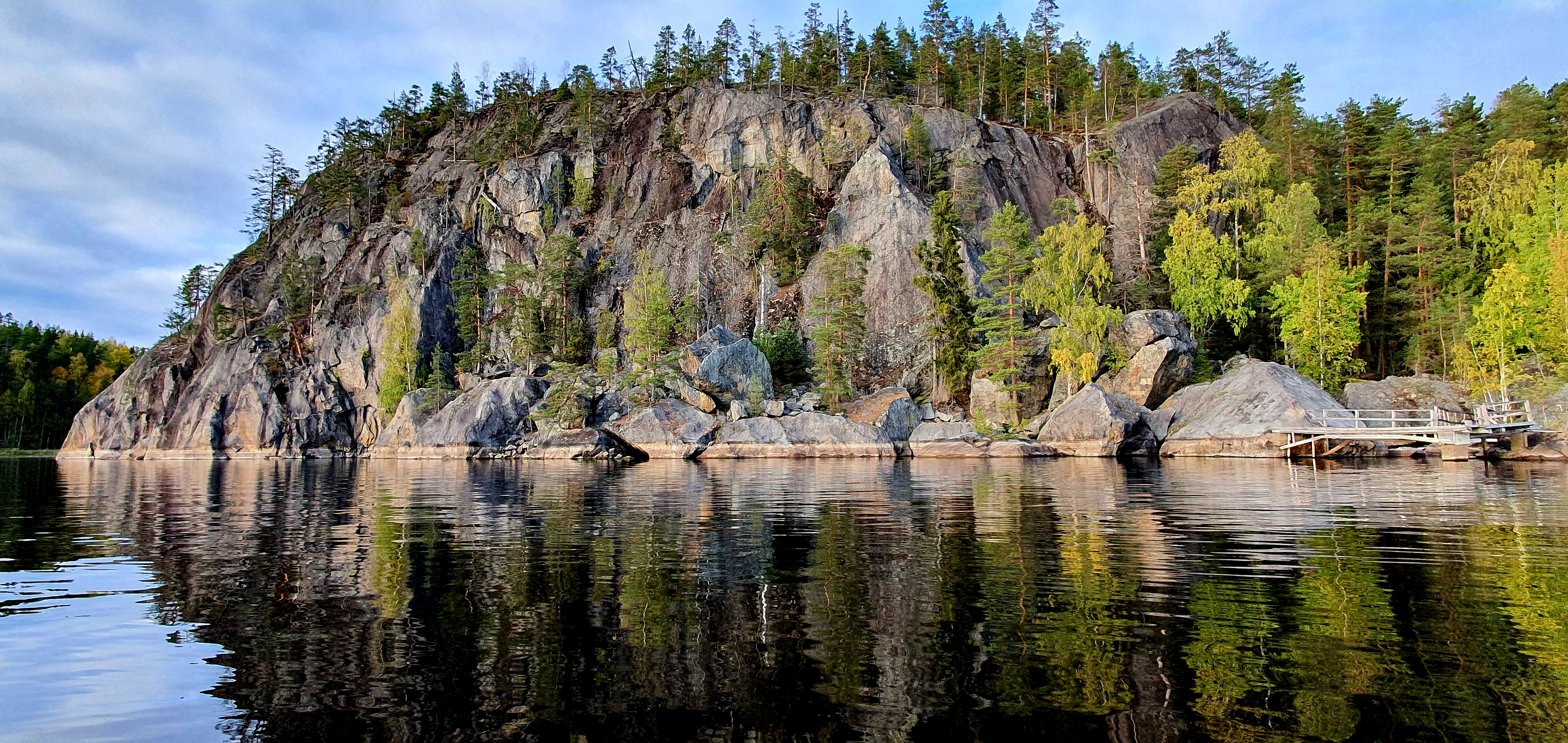
La colline fortifiée et le lac Saimaa.

La colline est située à environ cinq kilomètres du centre de Sulkava,.
La colline est très escarpée sur trois côtés et, à l’est, en pente plus douce, il reste des vestiges d’une ancienne ancienne muraille.
Le mur mesure environ 120 mètres de long et sa fondation rocheuse est très solide: il est constitué de grosses pierres et il encore une hauteur de près de trois mètres à certains endroits.
Le sommet de la colline se situe maintenant à environ 55 mètres au-dessus du niveau du lac. Il existe de nombreuses cavités sous la surface du lac et sur les parois de la montagne.
Au sommet de la colline, derrière le mur, il y a une zone d'environ 100 × 120 mètres, où il y avait au moins 14 piles de pierres à lancer. Au pied de la colline se trouvent deux cavernes.
La forteresse aurait été construite à l'âge du fer ou au Moyen Âge.